# Eunica carias
Eunica carias är en fjärilsart som beskrevs av William Chapman Hewitson 1857. Eunica carias ingår i släktet Eunica och familjen praktfjärilar. Inga underarter finns listade i Catalogue of Life.

## Bildgalleri

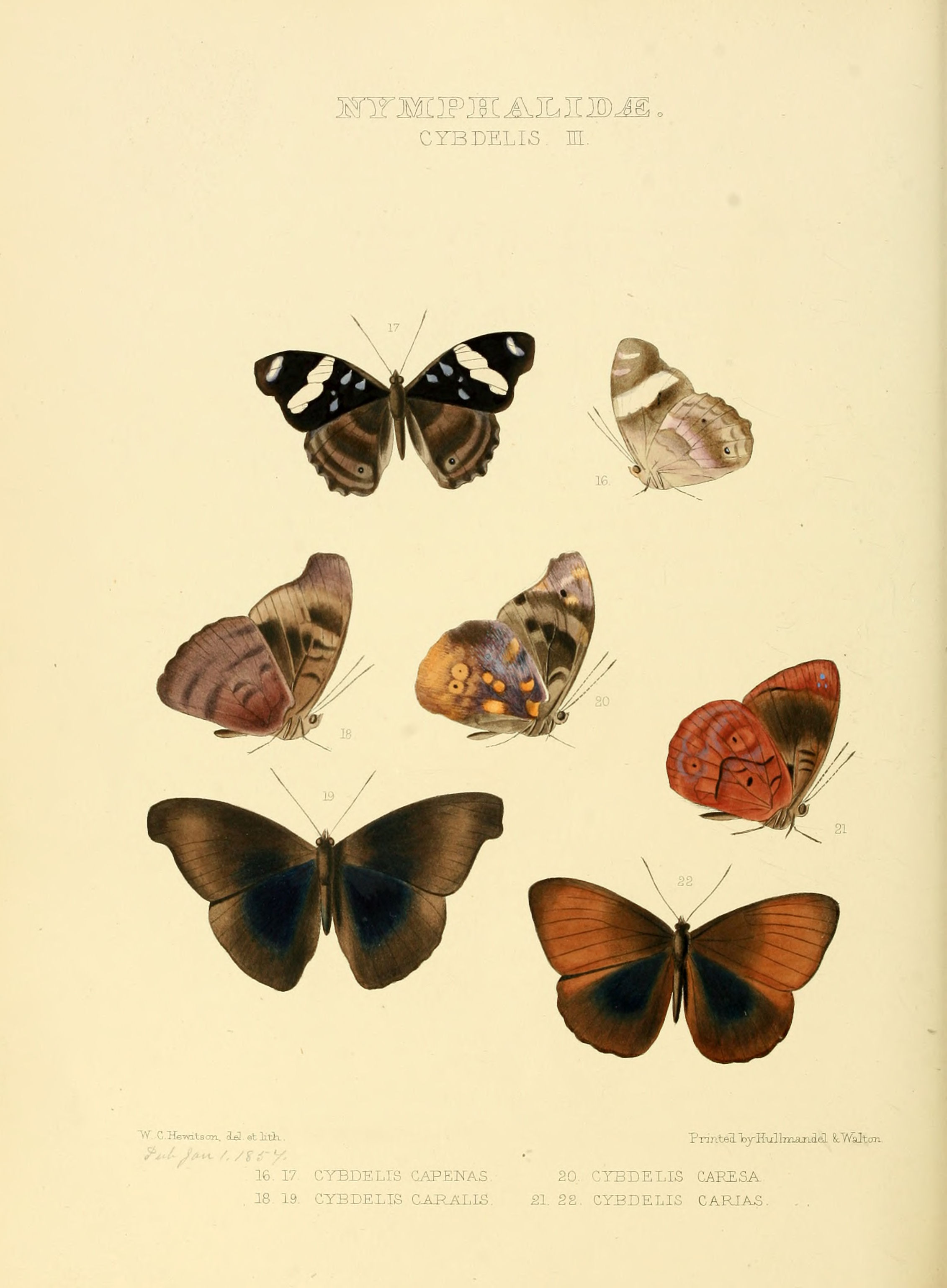